# 皮茨菲爾德 (緬因州普查規定居民點)
皮茨菲爾德（英語：Pittsfield）是位於美國緬因州薩默塞特縣的一個普查規定居民點。

## 人口
根據2020年美國人口普查的數據，皮茨菲爾德的面積為24.88平方千米，當中陸地面積為24.34平方千米，而水域面積為0.54平方千米。當地共有人口282人，而人口密度為每平方千米11.33人。